# سالين إس 281
سالين إس 281 (بالإنجليزية: Saleen S281)‏ ، هي سيارة رياضية أنتجها شركة سالين الأمريكية ، أنطلقت في الأسواق سنة 1996م ، وتوقفت الإصدار عام 2010م.

## وصلات خارجية
- Saleen Models[وصلة مكسورة]
- Phil Frank Design, LLC website